# Krusbärsmott
Krusbärsmott (Zophodia grossulariella) är en mottfjäril med gråbruna, framtill brett vitaktiga, med svart mittpunkt och två vita, brunkantade, vinkelbruka tvärlinjer tecknade framvingar med en spännvidd av 26-30 millimeter.
Det gulgröna larver angriper krusbär och vinbär, i det förra fallet levande inuti bären, i det senare i en silkesvävnad, varmed bären sammanspinns. I Sverige förekommer den främst i Uppland.